# مطثية ألدريتشية
مطثية ألدريتشية (الاسم العلمي: Clostridium aldrichii) هي نوع من البكتيريا يتبع جنس المطثية من الفصيلة المطثاوية.